# Workers’ Party of Singapore
|  | Dieser Artikel wurde auf den Seiten der Qualitätssicherung des Projektes Politiker eingetragen. Hilf mit, ihn zu verbessern, und beteilige dich an der Diskussion! |

Die Workers’ Party of Singapore (abgekürzt WP; chin.: 新加坡工人党) ist eine der größten Oppositionsparteien in Singapur. Sie wurde 1957 gegründet. Vorsitzender ist Low Thia Khiang. Im Parlament war die Partei nach der Wahl 2006 mit einem Sitz vertreten. Bei der Wahl 2011 gewann sie fünf weitere Sitze hinzu.
Seit den Parlamentswahlen von 1991 befindet sich der sichere Sitz der Partei im Wahlkreis Hougang, der jahrzehntelang von Low Thia Khiang vertreten wurde. Im Jahr 2011 zog Low für die Parlamentswahlen 2011 in den Wahlkreis Aljunied GRC, wo er das erste Team einer Oppositionspartei anführte, das einen Wahlkreis für Gruppenvertretung (Group Representation Constituency, GRC) gewann. Der Kandidat der Arbeiterpartei, Lee Li Lian, der 2011 im selben Wahlkreis stand, wurde ausgewählt, um die Partei erneut zu vertreten. Am Wahltag wurde sie anschließend in den Osten von Punggol gewählt und schrieb als erste Frau, die eine Nachwahl gewann, Geschichte in Singapur, bevor sie am 11. September 2015 zu Charles Chong zurückkehrte. Im Jahr 2020 wurde der Wahlkreis Sengkang der zweite GRC, den WP unter Jamus Lim, He Ting Ru und Raeesah Khan gewann.
Gesetzesänderungen haben es der Opposition ermöglicht, mehr Sitze zu gewinnen. Seit 2010, als die Zahl der Oppositionssitze von 3 auf 9 stieg, war Aljunied GRC der erste Sitz, den die WP gewann, und mit der weiteren Erhöhung auf 12 war Sengkang GRC der zweite, den die WP gewann. Der Gewinn von 2 GRCs und 1 SMC der Opposition war gesetzlich vorgeschrieben.